# Кавле
Кавле (пол. Kawle) — село у Польщі, у гміні Семпульно-Краєнське Семполенського повіту Куявсько-Поморського воєводства. Населення — 278 осіб (2011).
У 1975—1998 роках село належало до Бидгощського воєводства.

## Демографія
Демографічна структура станом на 31 березня 2011 року:
|          | Загалом | Допрацездатний вік | Працездатний вік | Постпрацездатний вік |
| -------- | ------- | ------------------ | ---------------- | -------------------- |
| Чоловіки | 146     | 32                 | 104              | 10                   |
| Жінки    | 132     | 29                 | 81               | 22                   |
| Разом    | 278     | 61                 | 185              | 32                   |